# Andres Mustonen

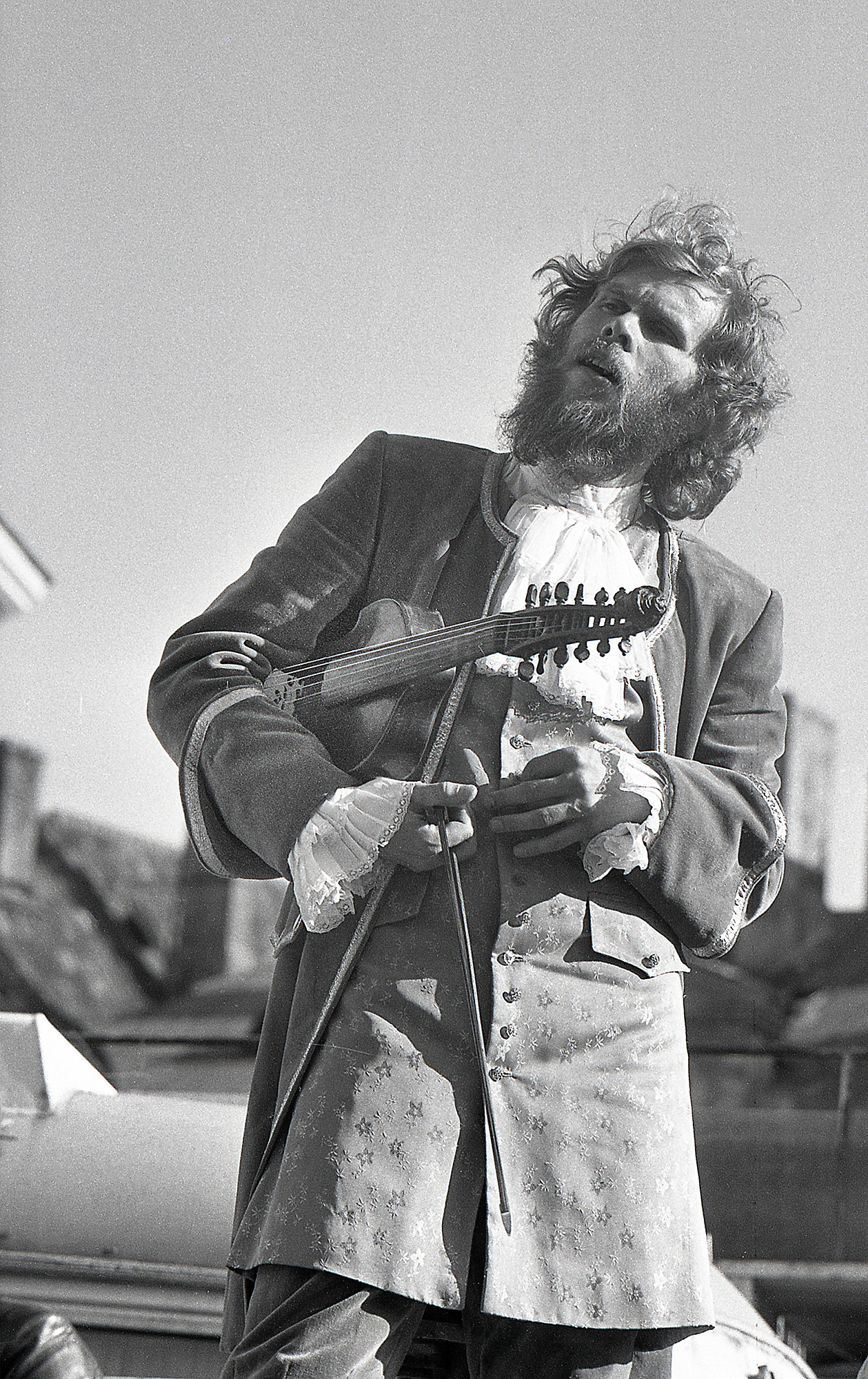
Andres Mustonen (1984)

Andres Mustonen (* 1. September 1953 in Tallinn) ist ein estnischer Dirigent, Violinist und Ensembleleiter.

## Leben
Mustonen besuchte das Musikgymnasium in Tallinn, wo er 1972 Abitur machte. Anschließend studierte er am Staatlichen Konservatorium, das er 1977 im Fach „Violine“ abschloss. Es folgten Fortbildungen in Österreich und den Niederlanden.
Bereits 1972 gründete er in Tallinn das Ensemble Hortus Musicus, das sich auf Alte Musik spezialisiert hat. Bis heute ist er künstlerischer Leiter und Dirigent des weit über die Grenzen Estlands hinaus bekannten Ensembles.
Anderes Mustonen war verheiratet mit der estnischen Sopranistin Helle Mustonen (1950–2005) und ist heute verheiratet mit der estnischen Diplomatin und Übersetzerin Malle Talvet-Mustonen.

## Werk
Mustonen interpretiert mit seinem Ensemble die gesamte Alte Musik vom Mittelalter bis zum Barock und wurde zu einem Pionier der frühen Musik in der Sowjetunion. Mittlerweile widmet er sich auch modernerer Musik bis hin zu Arvo Pärt, den er bereits im Alter von 19 Jahren kennenlernte und mit dem ihn die Liebe zur alten Musik verbindet. Pärt seinerseits hat einige Kompositionen Mustonen gewidmet („Arbos“, „An den Wassern zu Babel“).
Das Ensemble ist auf zahlreichen Musikfestivals aufgetreten und hat über 30 Platten bei verschiedenen Musiklabels produziert.

## Auszeichnungen
- 1986 Verdienter Künstler der ESSR
- 1988 Jahrespreis für Musik der ESSR
- 1995 Jahrespreis des Estnischen Kulturkapitals
- 1998 Orden des weißen Sterns, IV. Klasse